# Trübler (Bier)
Ein Trübler ist ein elektronisches Gerät, das Anwendung in der Schanktechnik von naturtrüben Fassbieren findet.

## Allgemeines
Ein Trübler ähnelt der Funktionsweise eines Magnetrührers. Durch die Lagerung naturtrüber Biere sedimentieren die Schwebstoffe, hauptsächlich Hefe, die für die Trübung des Bieres zuständig sind und es bildet sich ein Bodensatz im Fass. Durch regelmäßiges Rühren des Bieres über den Trübler wird der Bodensatz gelöst und eine homogene Dispersion erstellt. Regelmäßiges Rühren verhindert die Sedimentation der Schwebstoffe und gewährleistet das Zapfen eines trüben Bieres.

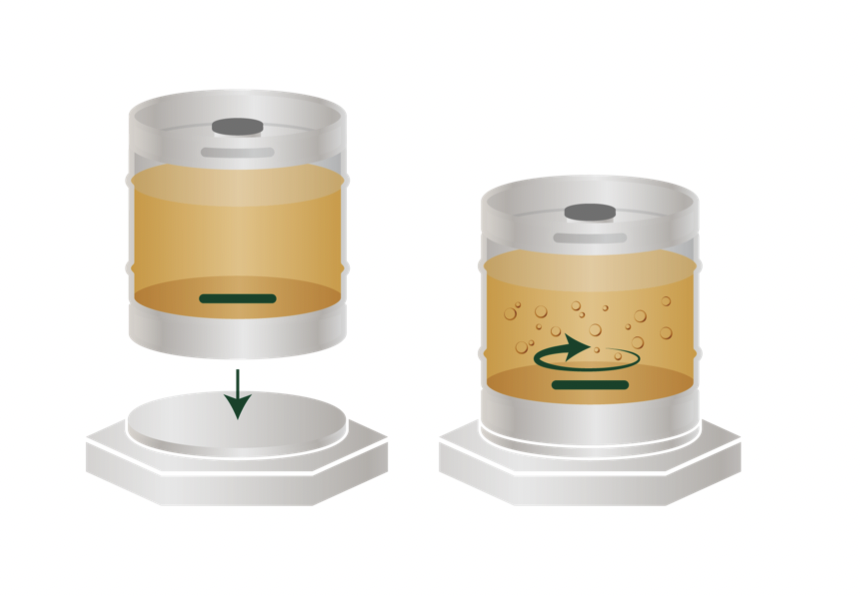

## Funktionsweise
Das Bierfass wird auf eine Platte des Trüblers gestellt. Unter der Platte wird ein rotierendes Magnetfeld erzeugt, das auf einen im Bierfass befindlichen Rührmagneten wirkt, der das Bier in Bewegung versetzt. Durch die Rotation der Flüssigkeit im Fass werden die absinkenden oder abgesunkenen Schwebstoffe erneut in dem Bier dispergiert. Der Trübler ermöglicht so die homogene Verteilung von Schwebstoffen in geschlossenen Bierfässern, ohne Dichtungsprobleme oder benötigte Schmiermittel durch den Antrieb.

## Anwendung
Der Trübler wird bei naturtrüben Bieren in Bars, Kneipen oder bei Großveranstaltungen verwendet, um eine gleichbleibende Bierqualität zu gewährleisten.